# Bianchi Fiumaro
Le Bianchi Fiumaro est un camion produit léger par le constructeur italien Bianchi SpA entre 1952 et 1958. À partir de la seconde série, en 1955, il prendra le nom « Autobianchi ».
Lancé en 1952, ce camion répondait à un cahier des charges militaire de l'armée de terre italienne qui voulait renouveler sa flotte de camions tout terrain 4x4 de 5 tonnes de charge utile. Il était en concurrence directe avec le Fiat 639 qui dominait l'ensemble de la production de l'époque.
Le châssis reprenait celui du Sforzesco, très robuste, tandis que le moteur était le même que celui utilisé sur l'OM Super Taurus, (ndr :  OM était une filiale de Fiat V.I.). Ce moteur diesel était un OM type CR 2D 6 cylindres de 5 816 cm3 développant 80 ch à 2 100 tr/min. La boîte de vitesses mécanique disposait de 6 vitesses plus réducteur soit 12+2 rapports.
En 1955, lorsque la société Bianchi, à la suite de sa reprise par Fiat et Pirelli, devint Autobianchi, l'ancien logo ne figura plus que sur la trappe du bouchon du radiateur. Le nom Autobianchi figurait dans son intégralité et en majuscules ; ce n'est que plus tard que le nom fut remplacé par le logo Autobianchi.
La production du Fiumaro se terminera en 1956.

## Caractéristiques techniques
Comme pour beaucoup de véhicules de cette époque, et notamment les marques dont les productions ont été abandonnées comme Bianchi et Autobianchi, la documentation est très difficile à retrouver. Toute information fiable complémentaire est donc la bienvenue.